# Pont de Tbilissi
Le Pont de Tbilissi, situé à Nantes (Loire-Atlantique, France), franchit le canal Saint-Félix, à peine à 200 m de la confluence entre l'Erdre et la Loire. Avec le quai Malakoff, l'allée des Généraux-Patton-et-Wood, le cours John-Kennedy (sous lequel le tunnel Saint-Félix débouche), il assure la liaison entre les quartiers Centre-ville et Malakoff.
Il porte le nom de Tbilissi, capitale de la Géorgie, en raison du jumelage triangulaire qui la lie à Nantes et Sarrebruck depuis 1979.